# Rezerwat przyrody Kečovské škrapy
Rezerwat przyrody Kečovské škrapy (słow. Národná prírodná rezervácia Kečovské škrapy) – rezerwat przyrody w Krasie Słowacko-Węgierskim na Słowacji. Na terenie rezerwatu obowiązuje 4. (w pięciostopniowej skali) stopień ochrony.

## Położenie
Rezerwat leży w granicach katastralnych wsi Kečovo w powiecie Rożniawa w kraju koszyckim. Obejmuje południowo-zachodnie stoki wzgórza Maliník (492 m n.p.m.) w południowej części Płaskowyżu Silickiego, opadające ku dolinie Kečovskiego potoku, w której leżą zabudowania wsi Kečovo. Tereny rezerwatu leżą na wysokości od 360 do 450 m n.p.m., w całości w granicach Parku Narodowego Krasu Słowackiego.

## Historia
Rezerwat został powołany w 1981 r. na powierzchni 6,607 ha rozporządzeniem Ministerstwa Kultury Republiki Słowackiej nr 3244/1981-32 z dnia 30 czerwca 1981 r. Nowelizowany decyzją KÚŽP w Preszowie nr 7/2004 z 22 września 2004 r. Pasmo ochronne nie było ustanowione.
Od 2004 r. teren rezerwatu leży w granicach obszaru Natura 2000 „Kečovské škrapy” o powierzchni 354,5 ha.

## Charakterystyka
Kečovské škrapy to prawdopodobnie najlepiej wykształcony obszar lapiazu w Słowackim Krasie, a przypuszczalnie i w całej Słowacji. Cały teren rezerwatu to miernie stromy, mało rozczłonkowany fragment zbocza, na którym na powierzchni gęsto występuje goła skała wapienna. Te występy mają postać ciągów niskich grzebieni skalnych lub pól niewielkich skałek wyraźnie objętych procesem krasowacenia, których biała barwa odcina się od zieleni muraw rosnących pomiędzy nimi.
Dzisiejszy obraz tego terenu jest dziełem człowieka. To jego długotrwała działalność doprowadziła do wylesienia terenu, a intensywne pasterstwo doprowadziło do częściowego wymycia gleby i stworzyło obszar krasowy o cechach charakterystycznych dla terenów położonych na południu Europy, na Półwyspie Bałkańskim. Teren ten stał się domem wielu chronionych, rzadkich, sucho- i ciepłolubnych gatunków roślin i zwierząt. Paradoks polega na tym, że uznanie tego obszaru za rezerwat przyrody i zakaz wypasu bydła, zwłaszcza kóz i owiec, doprowadziły do kolejnych zmian tutejszych biocenoz w postaci inwazji kilku gatunków traw, które zagłuszają i eliminują wcześniej tu występujące gatunki roślin. To z kolei prowadzi do utraty bazy żywieniowej szeregu gatunków zwierząt (owady, mięczaki i in.). Chociaż obecnie podjęto dyskusję nad przywróceniem wypasu na terenie rezerwatu, to jednak okazuje się, że nie ma już ani kto, ani czego tu wypasać.

## Flora
W rezerwacie dominuje roślinność zielna, a wśród niej gatunki ciepło- i światłolubne, przystosowane do wegetacji na płytkich glebach na skalistym podłożu oraz w murawach kserotermicznych. Rosną tu m.in. turzyca niska, kosaciec niski, kosaciec bezlistny, nawrot czerwonobłękitny, szczodrzeniec szorstki, powojnik prosty, pszczelnik austriacki, rzadki groszek pannoński, len cienkolistny, włochaty i złocisty oraz kocimiętka naga. Jednym z bardziej „egzotycznych” gatunków jest tu występujący naturalnie szparag lekarski.

## Turystyka
Kečovské škrapy są dostępne z pobliskiej wsi Kečovo. Ich zachodnim skrajem biegnie czerwono  znakowany pieszy szlak turystyczny z Kečova do Silickéj Brezovéj. Na granicach terenu chronionego znajduje się również kilka tablic informacyjnych dla turystów, przedstawiających walory przyrodnicze rezerwatu.

## Cel ochrony
Celem funkcjonowania rezerwatu jest ochrona naturalnych zespołów roślinnych i zwierzęcych, charakterystycznych dla ciepłych formacji krasowych z rozwiniętymi formami krasu powierzchniowego, zwłaszcza lapiazu, dla celów badawczych, naukowo-dydaktycznych i kulturalno-wychowawczych.